# Emil Bluhme
Hans Emil Bluhme (født 31. marts 1833 i Store Heddinge, død 29. november 1926 i København) var en dansk søofficer og politiker, søn af Geheimekonferensråd Christian Albrecht Bluhme (1794-1866) som var gift med Rasmine Wandel (1813-65), datter af regimentskirurg i København C.F. Wandel og Ellen f. Kirketerp.

## Karriere
Allerede som søkadet gjorde han tjeneste i krigsårene 1848-50 og blev 1852 løjtnant (som nr. 1 af sit hold); var 1856-59 i fransk krigstjeneste og med på togtet til Bagindien 1858-59. Efter at være kommet hjem sendtes han 1863 på søkortopmåling til Grønland og udgav 1865 en dygtig skildring af forholdene deroppe med skarpe klager over forvaltningen som formentlig ødelæggende for grønlændernes udvikling. Han var 1865-67 medudgiver af Tidsskrift for Søvæsen og 1865-68 af månedsskriftet Fra alle Lande; afgik 1868 fra flåden med kaptajnstitel (1902 kommandør), efter at han ved giftermål ved en datter af August Theodor Schütte var blevet godsejer til Nørlund Slot og Torstedlund mellem Hobro og Nibe; købte 1872 desuden Bøgsted i Hjørring Amt.
Han blev 1870 formand for den nystiftede Nibe-Løgstør Landboforening (indtil 1895) og var 1875-92 medlem af bestyrelsen for de forenede jyske Landboforeninger, på hvis delegeretmøder han kraftig tog ordet for lettelse af landbrugets skatter; endvidere var han 1880-89 medlem af Aalborg Amtsråd, men mistede sit sæde af politiske grunde. Efter at han 1876-81 forgæves 3 gange havde søgt valg til Folketinget i Horsens som Højres kandidat imod Fredrik Bajer, stillede han sig 1884 som liberal Højremand i Randers og blev valgt. Han sluttede sig straks til den frisindede opposition imod ministeriet Estrup, faldt januar 1890 igennem, men valgtes september samme år ved et udfyldningsvalg i Esbjerg og hævdede denne kreds indtil 1909, da han trak sig tilbage fra det offentlige liv. Han hørte 1887-90 til Det Forhandlende Venstre, men fulgte ved dets sprængning med Hørups gruppe og hørte siden 1895 til Venstrereformpartiet. I en række år var han medlem af Dansk Fredsforenings bestyrelse og deltog i flere interparlamentariske konferencer. 1908 blev han medlem af bestyrelsen for Det Store Nordiske Telegrafselskab.
Han var Kommandør af 1. grad af Dannebrog og Dannebrogsmand. Han bar også Æreslegionen.